# Carl O. Wegner
Carl O. Wegner (ur. 27 grudnia 1897 w Carroll, zm. 13 czerwca 1986 w Minneapolis) – amerykański polityk i prawnik.
Wegner urodził się w Carroll w stanie Iowa i uzyskał tytuł licencjata w Morningside College w Sioux City. Podczas I wojny światowej służył w armii. W 1927 ukończył studia prawnicze na Law School na Uniwersytecie Minnesoty i został przyjęty do palestry. Był prawnikiem w Minneapolis, gdzie mieszkał z żoną i rodziną. W okresie od 1943 do 1952 oraz 1955–1956 był członkiem Izby Reprezentantów Minnesoty. Wegner zmarł z powodu powikłań związanych z cukrzycą w swoim domu w Minneapolis.